# دالي وود
دالي وود (بالإنجليزية: Dale Wood)‏ هو ملحن أمريكي، ولد في 1934، وتوفي في 2003.